# Jennifer Beynon Martinec
Jennifer Beynon Martinec (* 28. března 1977, London (Ontario), Kanada) je sbormistryně Českého chlapeckého sboru z Hradce Králové. Je manželkou sbormistra Jakuba Martince, se kterým má dcery Elizabeth, Mayu a syna Bryna.

## Životopis
Již od mládí se věnovala sólovému i sborovému zpěvu. Vystudovala obory hudební umění a učitelství na univerzitách v Torontu a Vancouveru. Několik let spolupracovala jako sbormistryně s kanadským chlapeckým a mužským sborem Amabile a vyučovala na prestižní soukromé škole chlapeckého sborového zpěvu St. Michael’s Choir School v Torontu. Pět let působila v Boni pueri, kde vedla přípravné oddělení Bonifantes a mužský sbor Boni pueri. S oběma sbory pravidelně vystupovala na koncertech v Čechách i zahraničí (např. Finsko, Švýcarsko, kde získala cenu publika „Prix du Public“ a ocenění poroty „Excellent avec félicitations du Jury“ na soutěži Montreux Choral Festival). V roce 2006 vystupovala jako hostující sbormistryně během turné St. Michael‘s Choir School v USA. Vedle sbormistrovské činnosti přednáší také na Univerzitě Karlově v Praze obor dirigování a hudební psychologie a vyučuje na Anglické mezinárodní škole v Praze.